# Ruben Örtegren
Ruben Julius Israel Örtegren (* 19. Oktober 1881 in Stockholm; † 27. Februar 1965 ebenda) war ein schwedischer Sportschütze.

## Erfolge
Ruben Örtegren nahm an den Olympischen Spielen 1912 in Stockholm in drei Disziplinen teil. Mit dem Armeegewehr kam er im Wettkampf in beliebiger Position nicht über den 49. Platz hinaus, mit dem Kleinkalibergewehr belegte er in derselben Position den 19. Platz. Im liegenden Anschlag über 50 m mit dem Kleinkaliber schloss er die Mannschaftskonkurrenz mit Arthur Nordenswan, Vilhelm Carlberg und Eric Carlberg hinter Großbritannien und vor den Vereinigten Staaten auf dem zweiten Platz ab. Dabei war Örtegren mit 185 Punkten der drittbeste Schütze der Mannschaft.